# Cathédrale de la Transfiguration d'Odessa
Pour les articles homonymes, voir Cathédrale de la Transfiguration.
La cathédrale de la Transfiguration à Odessa (en ukrainien : Спасо-Преображенський кафедральний собор в Одесі) est un édifice religieux d'Ukraine. Elle est dédiée au rédempteur de la Transfiguration et appartient à l'Église orthodoxe d'Ukraine (Patriarcat de Moscou). La cathédrale de la Transfiguration est proche de la partie du centre historique d'Odessa inscrite le 25 janvier 2023 sur la liste du patrimoine mondial par l'UNESCO,.
La cathédrale est en grande partie détruite dans la nuit du 22 au 23 juillet 2023, frappée par des bombardements russes touchant des immeubles résidentiels et des installations portuaires d'Odessa lors de la guerre russo-ukrainienne. L'UNESCO condamne ces destructions de biens  faisant partie du patrimoine mondial et qui « marquent une nouvelle escalade de la violence à l'encontre du patrimoine culturel de l'Ukraine » selon les propos de sa directrice Audrey Azoulay. De nombreux gouvernements dénoncent  également ce crime de guerre.

## Histoire
La première église est une des plus grandes de la ville d'Odessa. Elle a été fondée en 1794 par Gavril Bănulescu-Bodoni (en) et consacrée en 1808. La construction a été retardée de plusieurs années ; le gouverneur nouvellement nommé de la Nouvelle Russie, le duc de Richelieu, emploie alors l'architecte tessinois Francesco Frapolli pour achever l'édifice.
La cathédrale est désignée église principale de la Nouvelle-Russie en 1808. Elle a été continuellement élargie tout au long du XIXe siècle. Le clocher est construit entre 1825 et 1837 et le réfectoire est connecté à l'église principale  plusieurs années plus tard. L'intérieur est doublé d'une polychromie de marbre, l'iconostase est également en marbre.
Plusieurs églises dans la région, y compris la cathédrale de la Nativité à Chişinău, ont été construites à l'imitation volontaire de l'église d'Odessa. La cathédrale est le lieu de sépulture des évêques de Tauride (y compris Saint Innocent de Kherson) et le prince Mikhaïl Semionovitch Vorontsov, le célèbre gouverneur de la Nouvelle Russie.
La structure originelle est démolie par les Soviétiques en 1936. Elle est reconstruite à partir de 1999. La nouvelle cathédrale est consacrée en 2003. Les restes du prince Vorontsov et de son épouse sont ensuite inhumés dans la cathédrale. Il existe une statue du prince, sur la place de la cathédrale. Les cloches de la cathédrale sont contrôlées par un dispositif électronique capable de jouer 99 mélodies.
Dans la nuit du 22 au 23 juillet 2023, pendant l’invasion russe de l’Ukraine, des bombardements russes ont détruit en grande partie la cathédrale, durant une attaque ayant endommagé 25 monuments de la ville. Dans un communiqué, la Russie a démenti avoir visé la cathédrale.

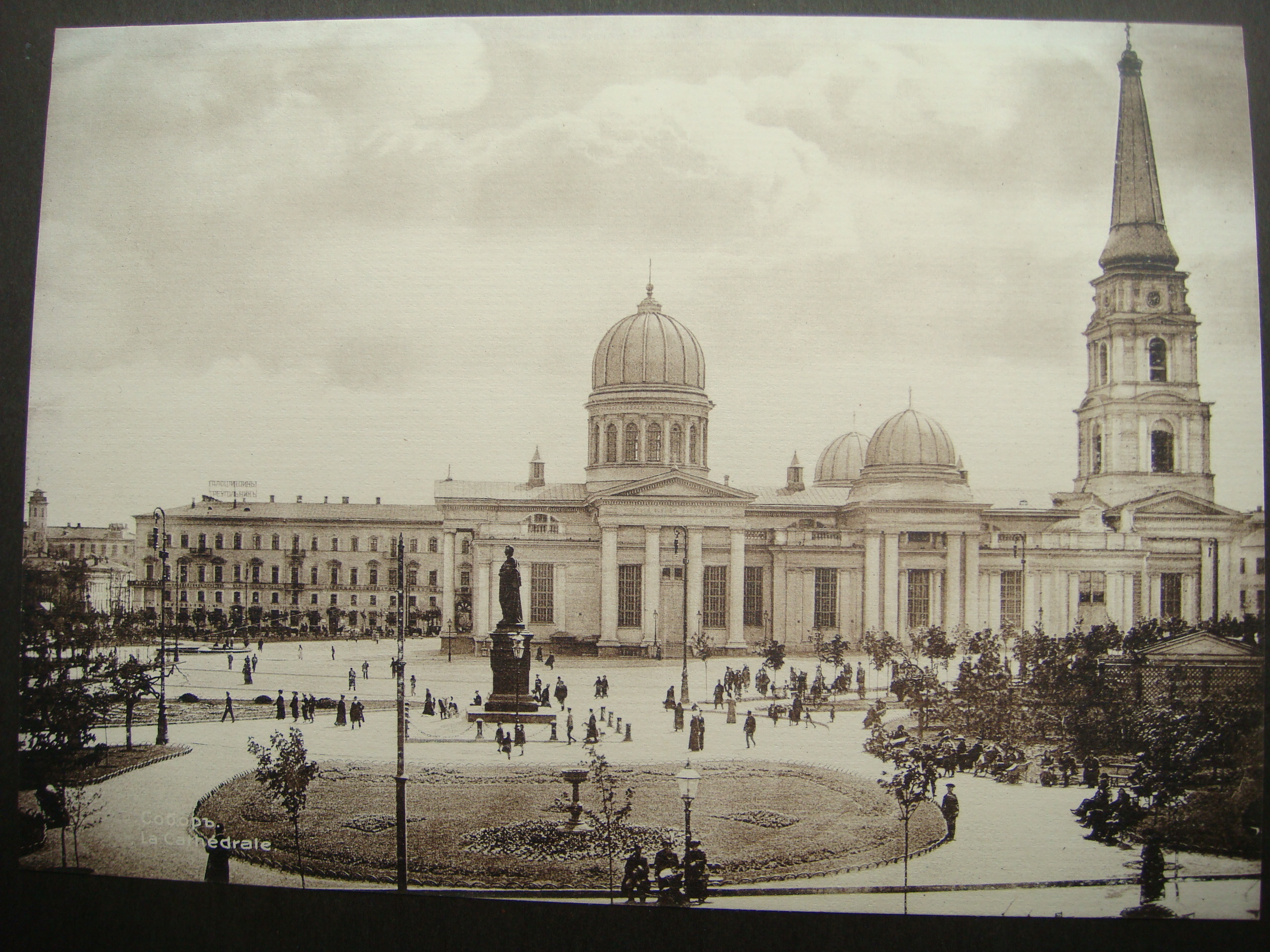
La place de la cathédrale au début du XXe siècle.
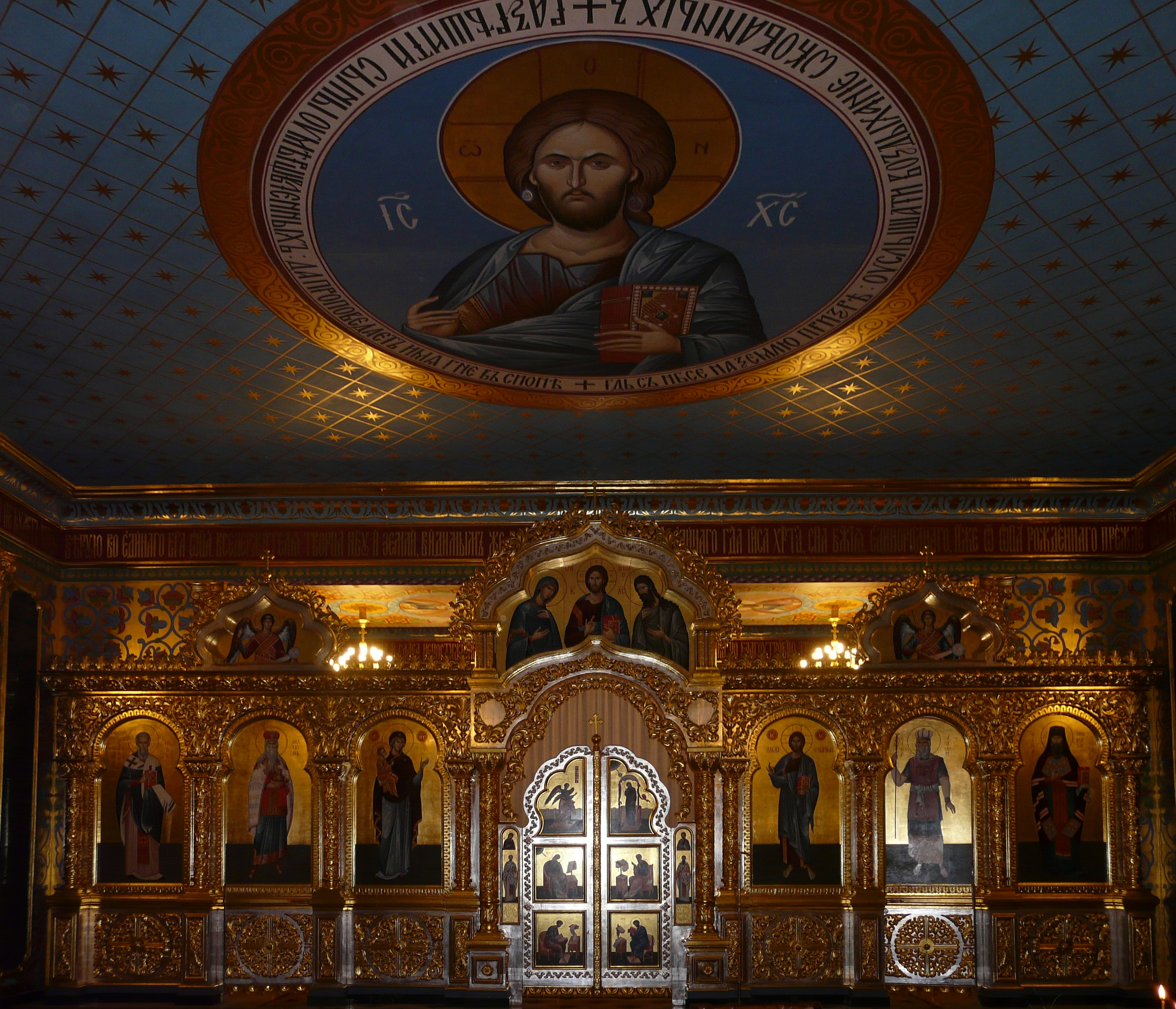
Les icônes dans une chapelle latérale.
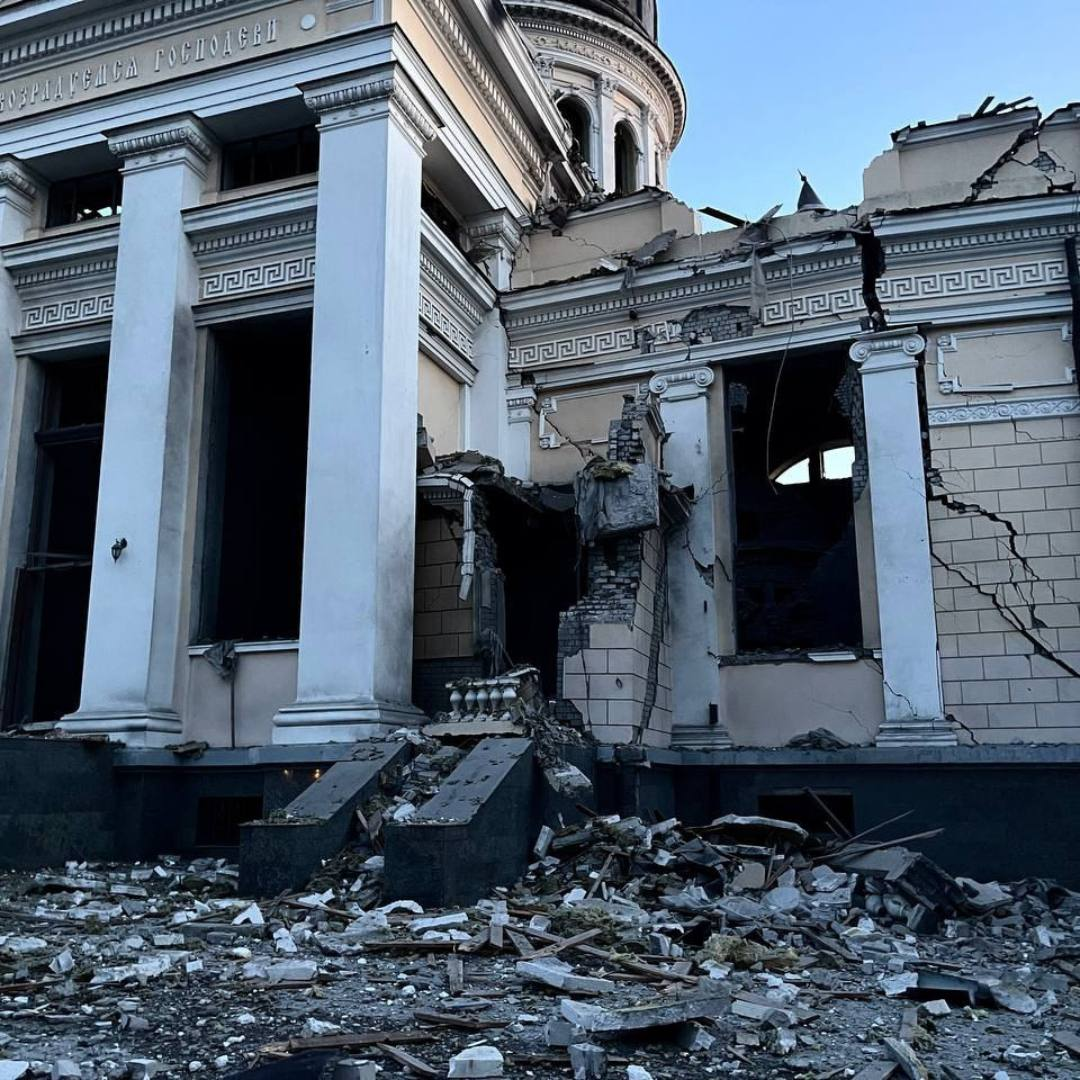
La cathédrale endommagée en 2023.
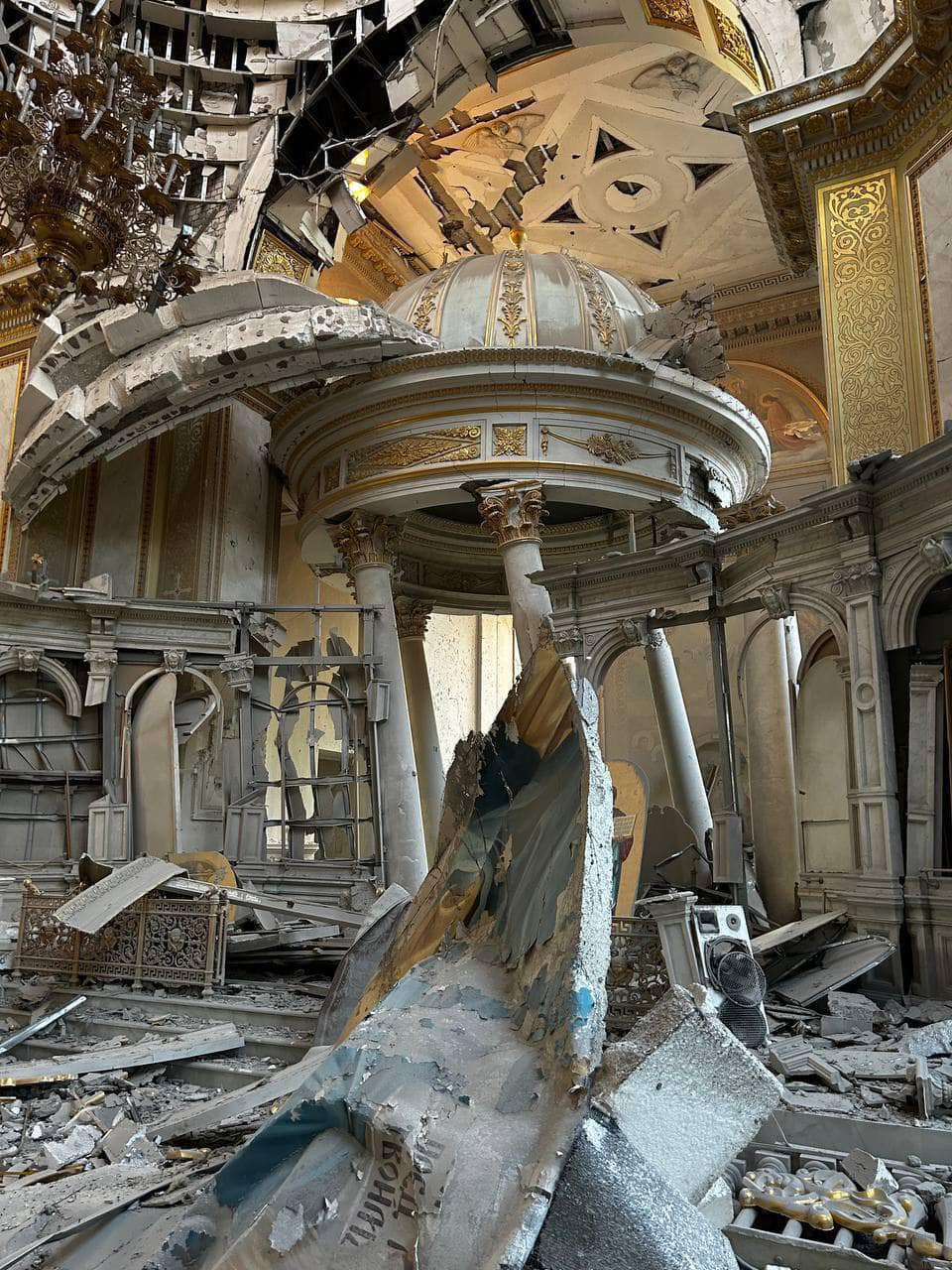
Intérieur après le raid aérien de 2023.

L'édifice est inscrit au Registre national des monuments immeubles d'Ukraine sous le numéro 51-101-1188.